# Daniel Kofi Agyei
Daniel Kofi Agyei (Accra, 1 januari 1992), is een Ghanees betaald voetballer die op 16 mei 2010 debuteerde in het eerste van ACF Fiorentina. In de 48e minuut viel hij in tegen AS Bari. Agyei speelt bij voorkeur als middenvelder.

## Statistieken
| Seizoen | Club             | Land   | Competitie | Wed. | Doelp. |
| ------- | ---------------- | ------ | ---------- | ---- | ------ |
| 2009/10 | ACF Fiorentina   | Italië | Serie A    | 1    | 0      |
| 2010/11 | ACF Fiorentina   | Italië | Serie A    | 0    | 0      |
| 2011/12 | ACF Fiorentina   | Italië | Serie A    | 0    | 0      |
| 2012/13 | → SS Juve Stabia | Italië | Serie B    | 17   | 0      |
| 2013/14 | Benevento Calcio | Italië | Serie C    | 19   | 0      |
| 2014/15 | Benevento Calcio | Italië | Serie C    | 31   | 2      |
| 2015/16 | → Casertana FC   | Italië | Serie C    | 25   | 2      |
| 2016/17 | Benevento Calcio | Italië | Serie B    | 1    | 0      |
| 2016/17 | → AC Ancona      | Italië | Serie C    | 31   | 1      |
| 2017/18 | Carrarese Calcio | Italië | Serie C    | 30   | 1      |
| 2018/19 | Carrarese Calcio | Italië | Serie C    | 9    | 0      |
| Totaal  | Totaal           | Totaal | Totaal     | 164  | 6      |